# Оньяр
Оньяр (исп. Oñar, кат. l’Onyar) — река в Каталонии, Испания. Длина реки — 34 км. Площадь водосборного бассейна — 340,71 км².
Начинается у подножия холма Пуиг-Родонель. От истока течёт в общем юго-восточном направлении до жиронского аэропорта, затем поворачивает на север-северо-восток. Впадает в реку Тер в Жироне. Высота устья — около 64-65 м над уровнем моря.
Основной приток — река Нова (также известна как Готарра) — впадает справа. Другие притоки — Горб (пр), Риера-де-ла-Торре (лв), Багастра (пр), Корредон (пр).
На реке стоят поселения Сант-Дальмай, Вилоби-д-Оньяр, Рьюдельотс-де-ла-Сельва, Форнельс-де-ла-Сельва, Палоль-д-Оньяр, Вила-Роха, Жирона.